# Гавриловка (Луганская область)
Гаври́ловка (укр. Гаврилівка) — село, относится к Новоайдарскому району Луганской области Украины. 3 марта 2022 года населённый пункт был взят под контроль силами ЛНР в рамках вторжения России на Украину.
Население по переписи 2001 года составляло 100 человек, из них 86 % отметили родным украинский язык, 13 % — русский, а 1 % — другой. Почтовый индекс — 93514. Телефонный код — 6445. Занимает площадь 1,281 км². Код КОАТУУ — 4423188002.

## Местный совет
93513, Луганська обл., Новоайдарський р-н, с. Чабанівка, вул. Миру, 41 (укр.)